# Адонізид
Адонізи́д — новогаленовий препарат,  водний розчин глюкозидів горицвіту весняного (адоніса). Прозора, дещо жовтуватого кольору рідина, своєрідного запаху, гіркого смаку.  Приймається всередину або вводиться підшкірно при хронічній недостатності серцево-судинної системи, хронічній недостатності кровообігу I і II ступеня, вегетативних неврозах. 